# Tikvina debela
Tikvina debela  (bijeli bljuštac, lat. Bryonia alba) je otrovna biljka penjačica iz porodice tikvovki (Cucurbitaceae), pripada rodu bljuštac. Raste u Europi i sjevernom Iranu, a unešena je i u sjevernu Ameriku, gdje se raširila kao invazivan korov. Nekada je korištena kao ljekovita biljka, dok je danas njena uporaba zbog otrovnosti napuštena.
Brionin je glavna toksična tvar u biljci,a otrovan je i za ljude i za domaće životinje.

## Opis biljke
Zeljasta penjačica iz porodice krastavaca, na istoj biljci ima i ženske i muške cvjetove. Korijen žute boje. Cvjetovi zelenkasto bijeli, plod crna boba.